# Phaedrotoma curtinotum
Phaedrotoma curtinotum är en stekelart som först beskrevs av Fischer 1983.  Phaedrotoma curtinotum ingår i släktet Phaedrotoma och familjen bracksteklar. Inga underarter finns listade i Catalogue of Life.